# ميكل أندرسن
ميكل أندرسن (بالدنماركية: Mikkel Andersen)، من مواليد 17 ديسمبر 1988 في كوبنهاغن في الدنمارك، لاعب كرة قدم دنماركي.
بدأ مسيرته الكروية مع نادي أكاديميك بولدكلب في موسم 2006/2007، ولعب معهم 7 مباريات، ومنذ عام 2007 وهو يلعب مع نادي ريدينغ الإنجليزي.

## روابط خارجية
- ميكل أندرسن على موقع قاعدة بيانات كرة القدم.إي يو (الإنجليزية)
- ميكل أندرسن على موقع Soccerbase.com (لاعب) (الإنجليزية)
- ميكل أندرسن على موقع Soccerway.com (الإنجليزية)
- ميكل أندرسن على موقع عالم كرة القدم.نت (الإنجليزية)
- ميكل أندرسن على موقع كووورة
- ميكل أندرسن على موقع AS.com (الإسبانية)